# Savônia
A Savônia é uma região da Finlândia, próximo à fronteira com a Rússia. Destaca-se nela o Castelo de Savonlinna, originalmente dedicado à sua proteção militar.
A principal cidade é Kuopio.
Historicamente, a região foi uma província do Reino da Suécia, quando dominava a Finlândia. Com a entrega da soberania finlandesa ao Império Russo, a Savônia foi dividida. Atualmente, a Finlândia tem as regiões administrativas da Savônia do Norte e da Savônia do Sul.